# Ernest Lawrence
Ernest Orlando Lawrence (Canton, Dakota del Sud 1901 - Palo Alto, Califòrnia 1958) fou un físic estatunidenc guardonat amb el Premi Nobel de Física l'any 1939 i conegut sobretot per la invenció, utilització i millora del ciclotró i pel seu treball posterior en separació d'isòtops d'urani al Projecte Manhattan.
Gairebé immediatament després de la mort de Lawrence, els Regents de la Universitat de Califòrnia van votar per canviar el nom de dos dels laboratoris d'investigació nuclear de la universitat amb Lawrence: el Laboratori Nacional Lawrence de Livermore i el Laboratori Nacional Lawrence de Berkeley. El Premi Ernest Orlando Lawrence es va establir en la seva memòria el 1959. L'element químic número 103, descobert al Laboratori Nacional Lawrence Berkeley el 1961, va rebre el seu nom de Lawrenci. El 1968 es va establir el centre públic d'educació científica Lawrence Hall of Science en el seu honor. Els seus articles es troben a la Biblioteca Bancroft de la Universitat de Califòrnia, Berkeley.

## Biografia
Nascut a la població de Canton, situada a l'estat estatunidenc de Dakota del Sud, el 8 d'agost de 1901 va anar a classes al St. Olaf College de Minnesota, però va ser transferit a la Universitat de Dakota del Sud després del primer any. Es va llicenciar el 1922 i va presentar la seva tesi doctoral en física per la Universitat Yale l'any 1925, on romangué com a professor realitzant investigacions sobre l'efecte fotoelèctric, per passar posteriorment a ser nomenat professor ajudant el 1927.
El 1928 va ser nomenat professor associat de física en la Universitat de Califòrnia a Berkeley i dos anys més tard va aconseguir una plaça de professor titular, el més jove a Berkeley. Allà va rebre l'àlies de Atom Smasher (en català: «destructor d'àtoms»).

## Recerca científica

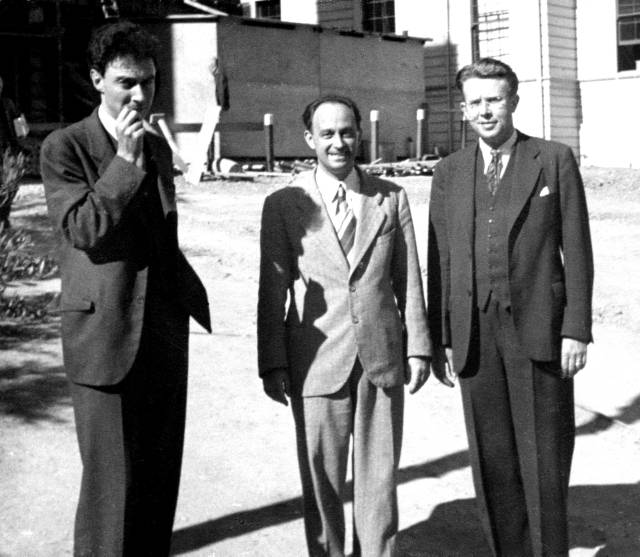
D'esquerra a dreta, Robert Oppenheimer, Enrico Fermi i Ernest Lawrence

La invenció que li va reportar fama mundial va partir d'un esbós en un tros de paper. Mentre estava assegut una tarda a la biblioteca Lawrence va fullejar un article i va quedar intrigat en veure un dels diagrames. La idea era produir les partícules de molt alta energia necessàries per a la desintegració atòmica mitjançant una successió de "empentes" petites. Lawrence els va dir als seus col·legues que havia trobat un mètode per a obtenir partícules de molt alta energia sense necessitar alts voltatges.

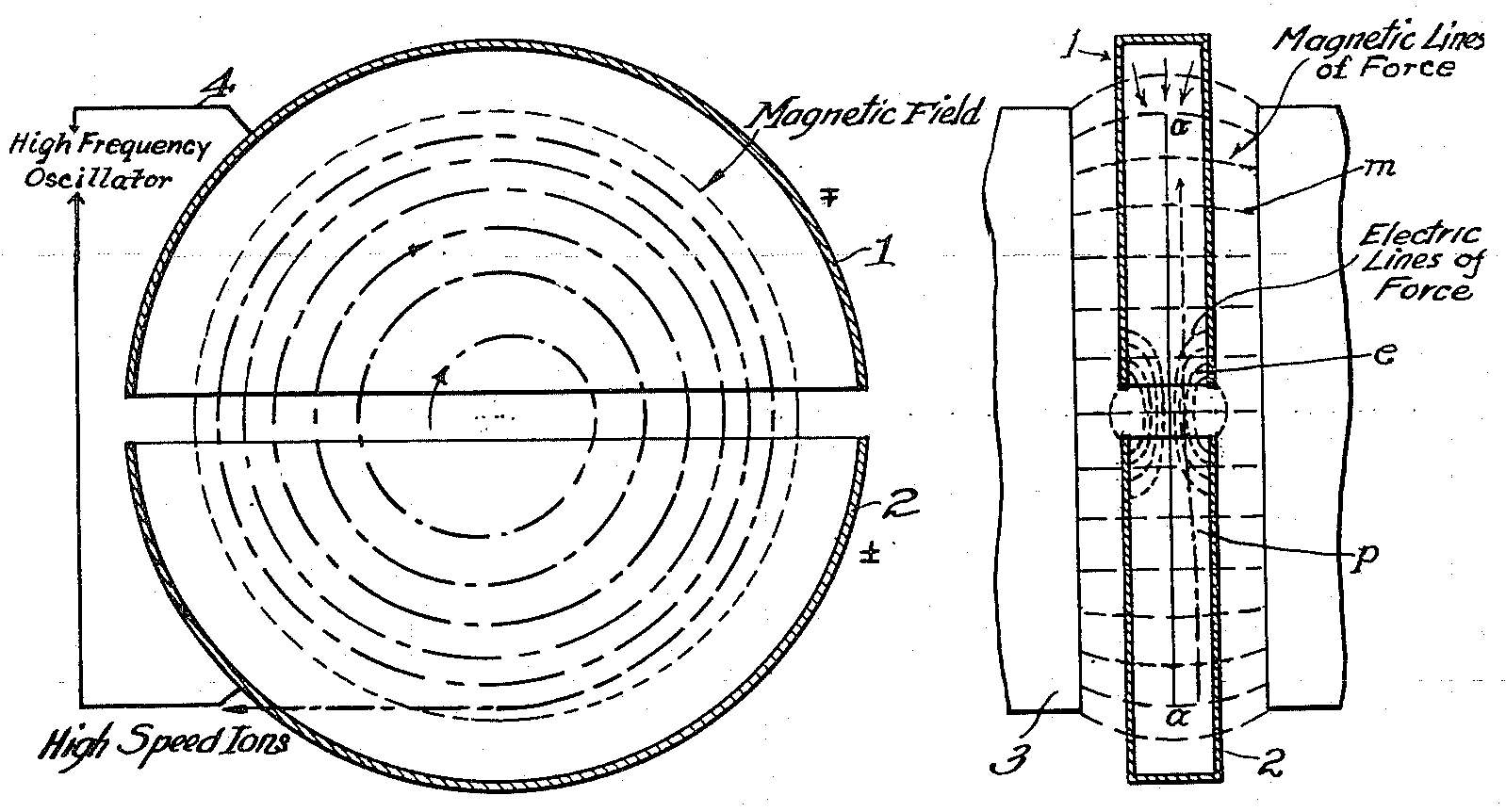
Diagrama del ciclotró segons la patent del propi Lawrence (1934)

El primer model de ciclotró estava fet de filferro i cera, i probablement costava menys de 25 $ en total. Quan Lawrence va aplicar 2.000 volts d'electricitat el seu ciclotró artesanal va obtenir projectils de 80.000 volts, la qual cosa va significar que el seu invent funcionava. Mitjançant màquines cada vegada més grans Lawrence va ser capaç de proporcionar l'equipament necessari per als experiments de física d'altes energies. Al voltant d'aquest dispositiu va construir el seu laboratori de radiació, que seria un dels laboratoris més avançats d'investigació en física. Va rebre la patent del ciclotró l'any 1934 que va concedir a la Research Corporation. L'any 1936 va passar a ser director del laboratori de radiació de la universitat, càrrec que exerciria fins a la seva mort.
El 1939 fou guardonat amb el Premi Nobel de Física per la invenció i desenvolupament del ciclotró, cerimònia que s'hagué de celebrar a Berkeley a causa de la Segona Guerra Mundial i rebé la medalla d'or del Premi Nobel de mans del cònsol suec a San Francisco.

## La Segona Guerra Mundial i el Projecte Manhattan

### Laboratori de radiació
Durant la Segona Guerra Mundial Lawrence va ajudar en gran manera a les investigacions nord-americanes de les armes nuclears. El seu laboratori seria un dels centres principals per a la investigació d'armament nuclear, i fou Lawrence qui va introduir Robert Oppenheimer en el Projecte Manhattan. Després de la guerra va fer campanyes a favor de les subvencions estatals als grans projectes científics, sent un defensor aferrissat de la «gran ciència», que necessita grans màquines i molts diners.
Després de l'esclat de la Segona Guerra Mundial a Europa, Lawrence es va veure implicat en projectes militars. Va ajudar a reclutar personal per al Laboratori de Radiació del MIT, on els físics nord-americans van desenvolupar el magnetró de cavitat inventat per l'equip de Mark Oliphant a la Gran Bretanya. El nom del nou laboratori es va copiar deliberadament del laboratori de Lawrence a Berkeley per motius de seguretat. També es va involucrar en el reclutament de personal per als laboratoris de so submarins per desenvolupar tècniques per detectar submarins alemanys. Mentrestant, el treball continuava a Berkeley amb ciclotrons. El desembre de 1940, Glenn T. Seaborg i Emilio Segrè van utilitzar el ciclotró de 150 cm per bombardejar l'urani-238 amb deuterons produint un nou element, el neptuni-238, que es va desintegrar per emissió beta per formar plutoni-238. Un dels seus isòtops, el plutoni-239, podria patir una fissió nuclear, que va proporcionar una altra manera de fabricar una bomba atòmica. 
Lawrence va oferir a Segrè una feina com a ajudant d'investigació, una posició relativament baixa per a algú que havia descobert un element, per 300 dòlars al mes durant sis mesos. Tanmateix, quan Lawrence es va assabentar que Segrè estava legalment atrapat a Califòrnia, va reduir encara més el sou de Segrè a 116 dòlars al mes. Quan els regents de la Universitat de Califòrnia van voler rescindir l'ocupació de Segrè a causa de la seva nacionalitat estrangera, Lawrence va aconseguir retenir Segrè contractant-lo com a professor a temps parcial pagat per la Fundació Rockefeller. Es van fer acords similars per retenir els seus estudiants de doctorat Chien-Shiung Wu (de nacionalitat xinès) i Kenneth Ross MacKenzie (de nacionalitat canadenc) quan es van graduar.

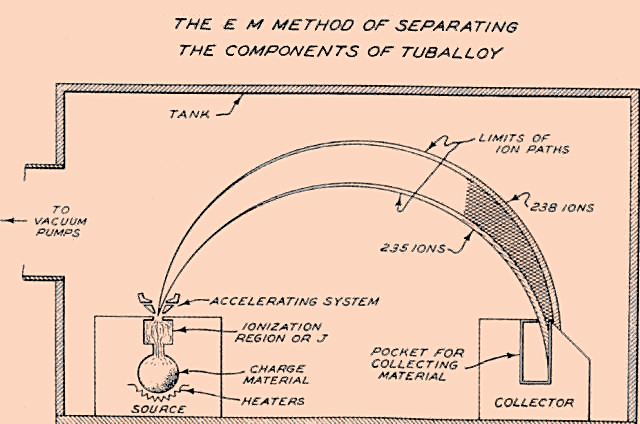
Diagrama esquemàtic de la separació d'isòtops d'urani en un calutró

El setembre de 1941, Oliphant es va reunir amb Lawrence i Oppenheimer a Berkeley, on li van mostrar el lloc per al nou ciclotró. Oliphant, al seu torn, va fer que els nord-americans no seguissin les recomanacions del Comitè MAUD britànic, que defensava un programa per desenvolupar una bomba atòmica. Lawrence ja havia pensat en el problema de separar l'isòtop fissil Urani 235 de l'Urani 238, un procés conegut avui com a enriquiment d'urani. La separació dels isòtops d'urani va ser difícil perquè els dos isòtops tenen propietats químiques gairebé idèntiques i només es podien separar gradualment utilitzant les seves petites diferències de massa. La separació d'isòtops amb un espectròmetre de masses era una tècnica que Oliphant havia iniciat amb el liti el 1934.
Lawrence va començar a convertir el seu antic ciclotró de 37 polzades en un espectròmetre de masses gegant. Per la seva recomanació, el director del Projecte Manhattan, el general de brigada Leslie R. Groves Jr., va nomenar Oppenheimer com a cap del seu laboratori de Los Alamos a Nou Mèxic. Mentre el laboratori de radiació desenvolupava el procés d'enriquiment d'urani electromagnètic, el laboratori de Los Alamos va dissenyar i construir les bombes atòmiques. Igual que el Laboratori de Radiació, estava dirigit per la Universitat de Califòrnia.
La separació d'isòtops electromagnètics utilitzava dispositius coneguts com calutrons, un híbrid de dos instruments de laboratori, l'espectròmetre de masses i el ciclotró. El nom es va derivar de ciclotrons universitaris de Califòrnia. El novembre de 1943, l'equip de Lawrence a Berkeley va ser reforçat per 29 científics britànics, inclòs Oliphant. 
En el procés electromagnètic, un camp magnètic desvia partícules carregades segons la massa. El procés no va ser ni científicament elegant ni industrialment eficient. En comparació amb una planta de difusió gasosa o un reactor nuclear, una planta de separació electromagnètica consumiria més materials escassos, requeriria més mà d'obra per funcionar i costaria més de construir. No obstant això, el procés va ser aprovat perquè es basava en tecnologia provada i, per tant, representava menys risc. A més, es podria construir per etapes, i arribaria ràpidament a la capacitat industrial.

### Oak Ridge
Per a la majoria dels seus col·legues, Lawrence semblava tenir gairebé una aversió al pensament matemàtic. Tenia un enfocament intuïtiu molt inusual dels problemes físics implicats, i quan li explicava noves idees, ràpidament va aprendre a no enfosquir el problema escrivint l'equació diferencial que podria semblar aclarir la situació. Lawrence diria alguna cosa en el sentit que no volia ser molestat pels detalls matemàtics, però explicar-me la física del problema. Es podria viure a prop d'ell durant anys, i pensar en ell com gairebé matemàticament analfabet, però després veure com va conservar completament la seva habilitat en les matemàtiques de l'electricitat clàssica i el magnetisme.
Després de la guerra, Lawrence va fer una àmplia campanya pel patrocini del govern de grans programes científics. Va ser un defensor contundent de Big Science amb els seus requisits per a grans màquines i grans diners, i el 1946 va demanar al Projecte Manhattan més de 2 milions de dòlars per a investigacions al Laboratori de Radiació (equivalent a 24 milions del 2023). Groves va aprovar els diners, però va retallar una sèrie de programes, inclosa la proposta de Seaborg per a un laboratori de radiació calent a Berkeley, densament poblat, i el de John Lawrence per a la producció d'isòtops mèdics, perquè aquesta necessitat ara es podria satisfer millor amb reactors nuclears. Un dels obstacles va ser la Universitat de Califòrnia, que estava ansiosa per cedir les seves obligacions militars en temps de guerra. Lawrence i Groves van aconseguir persuadir a Sproul d'acceptar una pròrroga de contracte. El 1946, el Projecte Manhattan va gastar 7 dòlars en física a la Universitat de Califòrnia per cada dòlar gastat per la universitat.
El ciclotró de 184 polzades es va completar amb dòlars de Guerra del Projecte Manhattan. Va incorporar noves idees d'Ed McMillan i es va completar com a sincrociclotró. Va començar a operar el 13 de novembre de 1946. Per primera vegada des de 1935, Lawrence va participar activament en els experiments, treballant amb Eugene Gardner en un intent infructuós de crear mesons pi descoberts recentment amb el sincrotró. César Lattes va utilitzar llavors l'aparell que havien creat per trobar mesons pi negatius el 1948.
La responsabilitat dels laboratoris nacionals va passar a la recentment creada Comissió d'Energia Atòmica (AEC) l'1 de gener de 1947. Aquell any, Lawrence va demanar 15 milions de dòlars per als seus projectes (equivalent a 161 milions del 2023), que incloïa un nou accelerador lineal i un nou sincrotró gigaelectronvolt que es va conèixer com a bevatron. El contracte de la Universitat de Califòrnia per dirigir el laboratori de Los Alamos havia de caducar l'1 de juliol de 1948, i alguns membres de la junta van voler desposseir a la universitat de la responsabilitat de dirigir un lloc fora de Califòrnia. Després d'algunes negociacions, la universitat va acordar prorrogar el contracte del que ara era el Laboratori Nacional de Los Alamos per quatre anys més i nomenar com a professor Norris Bradbury, que havia substituït Oppenheimer com a director l'octubre de 1945. Poc després, Lawrence va rebre tots els fons que havia demanat.

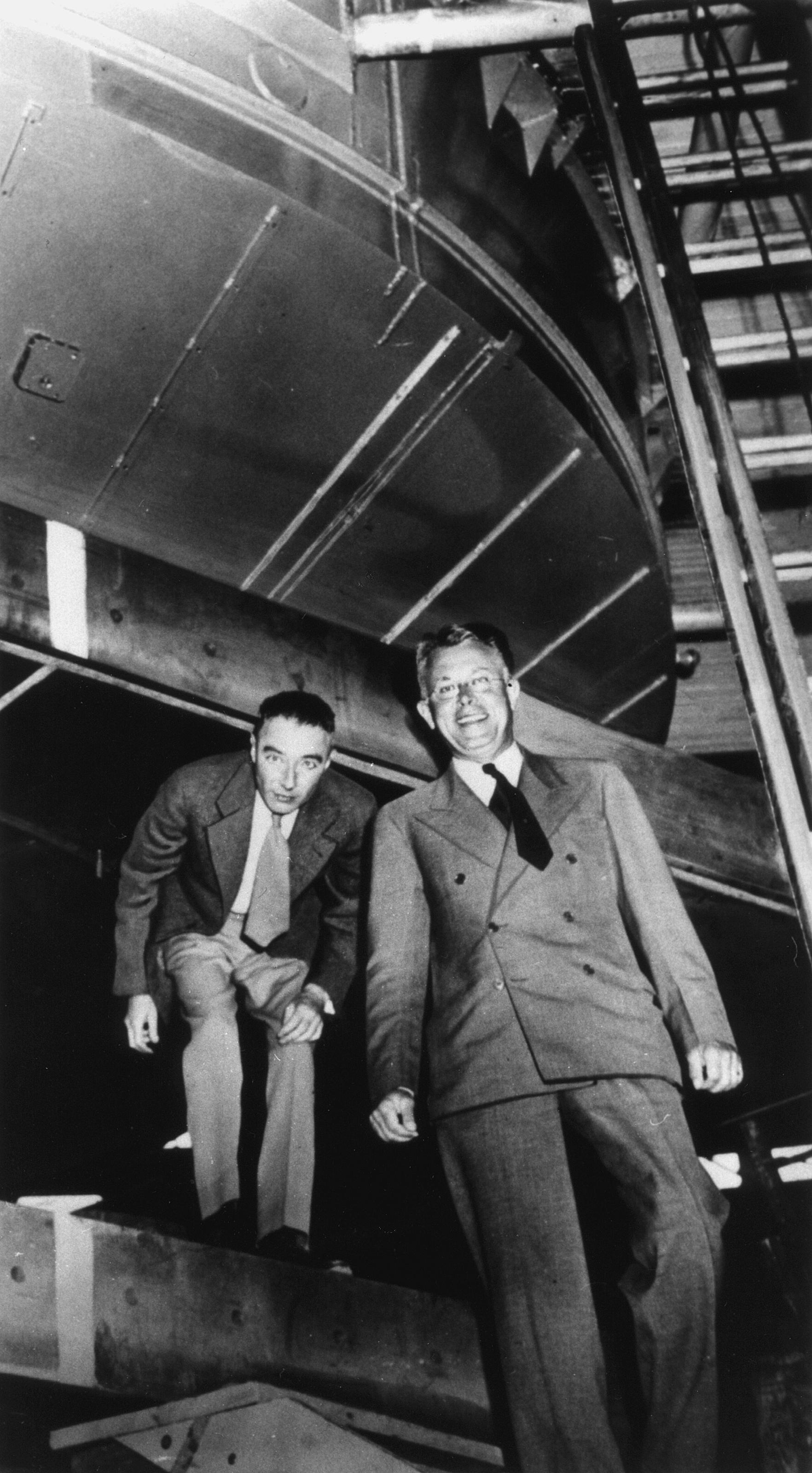
Lawrence (dreta) amb Robert Oppenheimer al ciclotró de 184 polzades, cap al 1946

Malgrat el fet que va votar a favor de Franklin Delano Roosevelt, Lawrence era un republicà  que havia desaprovat fortament els esforços d'Oppenheimer abans de la guerra per sindicalitzar els treballadors del Laboratori de Radiació, que Lawrence considerava activitats d'esquerres. Lawrence considerava que l'activitat política era una pèrdua de temps millor dedicar-se a la investigació científica i preferia que es mantingués fora del Laboratori de Radiació. En el clima fred de la Guerra Freda de la Universitat de Califòrnia de postguerra, Lawrence va acceptar les accions del Comitè d'Activitats Antiamericanes de la Cambra com a legítimes, i no les va veure com a indicatives d'un problema sistèmic que implicava la llibertat acadèmica o els drets humans. Va ser protector de les persones del seu laboratori, però encara més protector de la reputació del laboratori. Es va veure obligat a defensar membres del personal del Laboratori de Radiació com Robert Serber, que van ser investigats per la Junta de Seguretat del Personal de la universitat. En diversos casos, va emetre referències de personatges en suport del personal. No obstant això, Lawrence va excloure el germà de Robert Oppenheimer, Frank, del Laboratori de Radiació, danyant la seva relació amb Robert. Una campanya de jurament de lleialtat a la Universitat de Califòrnia també va expulsar els professors. Quan es van celebrar audiències per revocar l'autorització de seguretat de Robert Oppenheimer, Lawrence es va negar a assistir per malaltia, però en la seva absència es va presentar una transcripció en la qual era crític amb Oppenheimer. L'èxit de Lawrence en la construcció d'un laboratori creatiu i col·laboratiu es va veure minat pel malestar i la desconfiança derivats de les tensions polítiques.

### Armes termonuclears
Lawrence estava alarmat per la primera prova nuclear de la Unió Soviètica l'agost de 1949. La resposta adequada, va concloure, va ser un esforç total per construir una arma nuclear més gran: la bomba d'hidrogen. Va proposar utilitzar acceleradors en comptes de reactors nuclears per produir els neutrons necessaris per crear el triti que necessitava la bomba, així com el plutoni, que era més difícil, ja que es requerien energies molt més altes. Primer va proposar la construcció de Mark I, un prototip d'accelerador lineal de 25 MeV de 7 milions de dòlars, amb el nom en clau Materials Test Accelerator (MTA).  Aviat va estar parlant d'un MTA nou, encara més gran, conegut com Mark II, que podria produir triti o plutoni a partir de l'urani empobrit-238. Serber i Segrè van intentar en va explicar els problemes tècnics que ho feien poc pràctic, però Lawrence va sentir que estaven sent antipatriotes.
Lawrence va donar fort suport a la campanya d'Edward Teller per a un segon laboratori d'armes nuclears, que Lawrence va proposar de localitzar amb l'MTA Mark I a Livermore, Califòrnia. Lawrence i Teller van haver d'argumentar el seu cas no només amb la Comissió d'Energia Atòmica, que no ho volia, i amb el Laboratori Nacional de Los Alamos, que es va oposar implacablement, sinó amb els defensors que consideraven que Chicago era el lloc més evident. El nou laboratori de Livermore va ser finalment aprovat el 17 de juliol de 1952, però el Mark II MTA va ser cancel·lat. En aquest moment, la Comissió d'Energia Atòmica havia gastat 45 milions de dòlars en el Mark I, que havia començat a operar, però s'utilitzava principalment per produir poloni per al programa d'armes nuclears. Mentrestant, el Cosmotron del Brookhaven National Laboratory havia generat un feix d'1 GeV.

### Mort i llegat
A més del Premi Nobel, Lawrence va rebre la Medalla Elliott Cresson i la Medalla Hughes el 1937, el Premi Comstock de Física el 1938, la Medalla i el Premi Duddell el 1940, la Medalla Holley el 1942, la Medalla al Mèrit el 1946, Premi William Procter el 1951, Medalla Faraday el 1952, i el Premi Enrico Fermi de la Comissió d'Energia Atòmica el 1957. Va ser elegit membre de l'Acadèmia Nacional de Ciències dels Estats Units el 1934, i tant de l'Acadèmia Americana d'Arts i Ciències com de la Societat Filosòfica Americana el 1937. Va ser nomenat oficial de la Legió d'Honor el 1948, i va ser el primer destinatari del premi Sylvanus Thayer de l'Acadèmia Militar dels EUA el 1958.
Al juliol de 1958, el president Eisenhower va demanar a Lawrence que viatgés a Ginebra, Suïssa, per ajudar a negociar una proposta de tractat de prohibició parcial de proves nuclears amb la Unió Soviètica. El president de l'AEC, Lewis Strauss, havia demanat la inclusió de Lawrence. Els dos homes havien argumentat el cas a favor del desenvolupament de la bomba d'hidrogen, i Strauss havia ajudat a recaptar fons per al ciclotró de Lawrence el 1939. Strauss tenia ganes de tenir Lawrence com a part de la delegació de Ginebra perquè se sabia que Lawrence afavoria les proves nuclears continuades. Tot i patir un greu brot de la seva colitis ulcerosa crònica, Lawrence va decidir anar-hi, però va emmalaltir mentre estava a Ginebra i va ser traslladat d'urgència a l’hospital de la Universitat Stanford. Els cirurgians li van extirpar gran part de l'intestí gros, però van trobar altres problemes, inclosa una aterosclerosi severa en una de les seves artèries. Va morir a l'Hospital de Palo Alto el 27 d'agost de 1958, dinou dies després del seu 57è aniversari. Molly no volia un funeral públic, però va acceptar un servei commemoratiu a la Primera Església Congregacional de Berkeley. El president de la Universitat de Califòrnia, Clark Kerr, va pronunciar l'encomi.
Gairebé immediatament després de la mort de Lawrence, els Regents de la Universitat de Califòrnia van votar per canviar el nom de dos dels laboratoris d'investigació nuclear de la universitat amb Lawrence: el Laboratori Nacional Lawrence de Livermore i el Laboratori Nacional Lawrence de Berkeley. El Premi Ernest Orlando Lawrence es va establir en la seva memòria el 1959. L'element químic número 103, descobert al Laboratori Nacional Lawrence Berkeley el 1961, va rebre el seu nom de Lawrenci. El 1968 es va establir el centre públic d'educació científica Lawrence Hall of Science en el seu honor. Els seus articles es troben a la Biblioteca Bancroft de la Universitat de Califòrnia, Berkeley.
A la dècada del 1980, la vídua de Lawrence va demanar a la Junta de Regents de la Universitat de Califòrnia en diverses ocasions que retirés el nom del seu marit del Laboratori Lawrence Livermore, a causa del seu enfocament en les armes nuclears que Lawrence va ajudar a construir, però se li va negar cada vegada. Va sobreviure al seu marit més de 44 anys i va morir a Walnut Creek, Califòrnia, als 92 anys el 6 de gener de 2003.

## Reconeixements
En honor seu s'anomenà l'element químic lawrenci, descobert l'any 1961, i el cràter Lawrence de la Lluna.